# Dicranoderes annulatus
Dicranoderes annulatus là một loài bọ cánh cứng trong họ Cerambycidae.